# James T. Shotwell

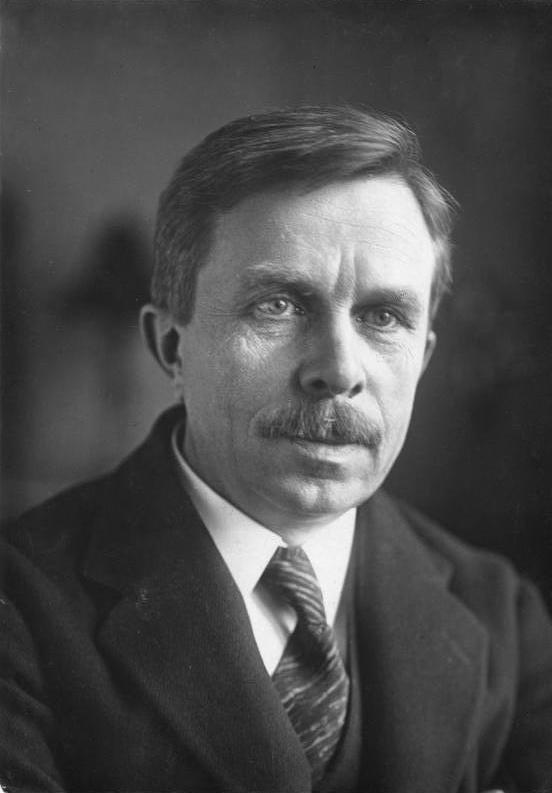
James T. Shotwell (1920)

James Thomson Shotwell (* 6. August 1874 in Strathroy, Ontario; † 15. Juli 1965 in New York City) war ein in kanadisch-US-amerikanischer Historiker und Professor für Geschichte an der Columbia University. Er spielte eine entscheidende Rolle bei der Gründung der Internationalen Arbeitsorganisation (ILO) im Jahr 1919 und setzte sich für die Aufnahme einer Menschenrechtserklärung in die UN-Charta ein. Er galt zu seinen Lebzeiten als bedeutender Intellektueller und „Internationalist“, der sich für ein starkes Engagement der Vereinigten Staaten in der Welt und gegen den Isolationismus aussprach.

## Biografie
Shotwell wurde in Kanada als Kind amerikanischer Quäker geboren. Er erwarb 1898 einen B.A. an der Universität von Toronto. Seinen Doktortitel erwarb er 1903 an der Columbia University, wo er bei James Harvey Robinson studierte. An der Columbia University wurde Shotwell 1900 Dozent für Geschichte, 1903 Dozent und 1905 außerordentlicher und 1908 ständiger Professor. Sein Interesse galt insbesondere dem Einfluss von Wissenschaft und Technik auf den historischen Wandel und die internationalen Beziehungen. Um sein Studium zu finanzieren, begann er, Artikel für die Encyclopædia Britannica zu schreiben; bald wurde er leitender Redakteur der elften Ausgabe. Diese Arbeit brachte ihm ein gutes Gehalt und führte dazu, dass er Menschen wie Bertrand Russell und Henry Ford kennenlernte. 
1917 wurde er Forschungsdirektor des Carnegie Endowment for International Peace, deren Präsident Nicholas Murray Butler ebenfalls Präsident der Columbia University war. Shotwell nahm an der Pariser Friedenskonferenz 1919 als Mitglied von „The Inquiry“ (einer von Woodrow Wilson eingesetzten Studiengruppe zur Vorbereitung für die Friedensverhandlungen), als Historiker der amerikanischen Delegation und als Verfasser der Bestimmungen zur Gründung der Internationalen Arbeitsorganisation (ILO) teil. In der Folgezeit setzte er sich gegen den Isolationismus der USA und erfolglos für den Beitritt des Landes zum Völkerbund ein. Im Jahr 1927 wurde er der erste Vorsitzende des Beratungsausschusses für internationale Beziehungen des neu gegründeten Social Science Research Council. 1930 kehrte er als Vollzeitprofessor an die Columbia zurück, wo er 1937 zum Bryce-Professor für die Geschichte der internationalen Beziehungen ernannt wurde. 1942 zog er sich aus der Vollzeitlehre an der Columbia zurück. Während seiner Zeit an der Columbia wurde er zum Mitglied der American Philosophical Society gewählt.
Von 1942 bis 1949 war er Direktor für Wirtschaft und Geschichte und anschließend für ein Jahr Präsident des Carnegie Endowment for International Peace - als Nachfolger von Alger Hiss, der im Zuge der Anschuldigungen von Whittaker Chambers, ein sowjetischer Spion zu sein, angeklagt wurde. 1952 wurde Shotwell für den Friedensnobelpreis nominiert, der jedoch an Albert Schweizer verliehen wurde. Shotwell starb 1976 im Alter von 90 Jahren an einem Schlaganfall in seiner Wohnung in Manhattan. Er war mit Margaret Harvey verheiratet gewesen und war Vater der beiden Töchter Helen und Margaret.

### Politische Arbeit
Im folgenden Jahr traf er sich mit dem französischen Außenminister Aristide Briand in Paris und schlug vor, einen bilateralen Vertrag auszuhandeln, der künftige Kriege verhindern sollte. Ihre Arbeit führte zur Unterzeichnung des Kellogg-Briand-Pakts am 27. August 1928. Shotwell setzte sich 1934 im Kongress dafür ein, die Mitgliedschaft der USA in der IAO zu genehmigen. 1935 wurde er Präsident der League of Nations Association, die sich für den Völkerbund einsetzte. Nach dem Beginn des Zweiten Weltkriegs gründete er 1939 gemeinsam mit Clark Eichelberger die Commission to Study the Organization of Peace (CSOP), welche Vorarbeit für die spätere Gründung der Vereinten Nationen leistete. In dieser Zeit arbeitete Shotwell eng mit US-Außenminister Sumner Welles zusammen. 
Im Mai 1944 schloss er sich einer Gruppe an, die einen „Entwurf für die Charta der Allgemeinen Internationalen Organisation“ als Nachfolger des Völkerbundes veröffentlichte. Die Vereinigten Staaten, Großbritannien, die Sowjetunion und China legten nach der Dumbarton Oaks-Konferenz im Oktober 1944 Vorschläge vor, die denen von Shotwell sehr ähnlich waren. Dieser organisierte eine öffentliche Bildungskampagne zur Unterstützung der Gründung der Vereinten Nationen. An der ersten UN-Konferenz von San Francisco im April 1945 (wo Alger Hiss als provisorischer UN-Generalsekretär fungierte) nahm er als Berater teil und wurde dann von 42 amerikanischen Beratern zum Leiter ihrer Delegation gewählt. In dieser Rolle war er an der Ausarbeitung der Charta der Vereinten Nationen beteiligt, wo er sich für die Aufnahme von allgemeinen Menschenrechten in den Text einsetzte.

## Bibliografie
Neben seinen zahlreichen Büchern war Shotwell Mitverfasser mehrerer Studien über internationale Beziehungen und Herausgeber einer Reihe von 150 Bänden der Economic and Social History of the World War sowie einer Reihe von 25 Studien über die kanadisch-amerikanischen Beziehungen, die beide vom Carnegie Endowment gefördert wurden. Außerdem trug er fast 250 Artikel zur 11. Ausgabe der Encyclopædia Britannica bei.
Zu seinen Buchveröffentlichungen zählte:
- The Religious Revolution of To-day (1913)
- An Introduction to the History of History (1922)
- Plans and Protocols to End War (1925)
- War as an Instrument of National Policy (1929)
- The Origins of the International Labor Organization (1934)
- On the Rim of the Abyss (1936)
- At the Paris Peace Conference (1937)
- The Great Decision (1944)
- The Life of Woodrow Wilson: An Outline for a Course of Study (1944)
- The Long Way to Freedom (1960)